# ∞ (альбом)
∞, также называемый Infinity — восьмой студийный альбом французского композитора Яна Тирсена, который был выпущен 20 мая 2014 года. Помимо идейной составляющей альбома, такое название пришлось кстати из-за того, что символ бесконечности является перевернутой на бок восьмеркой, порядковым номером альбома в дискографии музыканта, что он отмечал в своих интервью.

## Языки
В отличие от предыдущих альбомов, в Infinity нет ни одной песни, написанной на французском языке. Они написаны на английском, фарерском, исландском и бретонском языках. В своем интервью для журнала Port Magazine музыкант рассказал, что таким образом выразил своё признание бретонской культуре, которая является родной для композитора.

## Поддержка альбома
Сразу после выхода альбома летом 2014-го Ян Тирсен отправился в велосипедный тур по Франции под названием Midsummer Cycling Tour, путь которого пролегал по территории, которая на карте образует символ бесконечности — символ альбома. Во время тура на ютуб-канал музыкант выкладывал ролики под песни из альбома, в которых пытался передать атмосферу умиротворения и движения вечности одновременно. Кроме этого, была выложена ещё одна серия видео с личными комментариями автора к каждой композиции из альбома. Например, звучащий в начале композиции «Slippery Stones» звук льющегося дождя, по словам Яна, был добавлен в запись спонтанно, только лишь потому что начался дождь во время записи и композитор решил его запечатлить.

## Критика
Infinity был весьма одобрительно принят музыкальными критиками. На сайте Metacritic, который выдает усредненную оценку по всем музыкальным обзорам по 100-бальной шкале, альбом получил средний балл 74 на основе 15 обзоров, с указанием «в целом благоприятные отзывы».

## Список композиций
| №   | Название              | Длительность |
| --- | --------------------- | ------------ |
| 1.  | «∞ (Infinity)»        | 2:58         |
| 2.  | «Slippery Stones»     | 4:18         |
| 3.  | «A Midsummer Evening» | 4:13         |
| 4.  | «Ar Maen Bihan»       | 6:53         |
| 5.  | «Lights»              | 3:41         |
| 6.  | «Grønjørð»            | 5:24         |
| 7.  | «Steinn»              | 4:14         |
| 8.  | «In Our Minds»        | 5:12         |
| 9.  | «The Crossing»        | 5:43         |
| 10. | «Meteorites»          | 6:49         |